# Sender Warburg
Der Sender Warburg ist eine Sendeanlage des Westdeutschen Rundfunks auf dem Stapelberg südöstlich der Stadt Warburg im äußersten Südosten Ostwestfalens. Als Antennenträger dient ein freistehender Rohrmast.
Neben seiner ehemaligen Funktion als Fernsehfüllsender werden von hier seit Jahresbeginn 1983 die Rundfunkprogramme des WDR ausgestrahlt, um die Stadt Warburg zu versorgen, die aufgrund der Tallage nicht von den umliegenden Grundnetzsendern erreicht wird.

## Frequenzen und Programme

### Analoges Fernsehen (PAL)
Vor der Umstellung auf DVB-T diente der Sendestandort weiterhin für analoges Fernsehen:
| Kanal | Frequenz (MHz) | Programm                | ERP (kW) | Sendediagramm rund (ND)/ gerichtet (D) | Polarisation horizontal (H)/ vertikal (V) |
| ----- | -------------- | ----------------------- | -------- | -------------------------------------- | ----------------------------------------- |
| 9     | 203,25         | Das Erste (WDR)         | 0,002    | D                                      | H                                         |
| 30    | 543,25         | ZDF                     | 0,015    | D                                      | H                                         |
| 52    | 719,25         | WDR Fernsehen Bielefeld | 0,03     | D                                      | H                                         |

### Analoger Hörfunk (UKW)
| Frequenz (MHz) | Programm        | RDS PS            | RDS PI                | Regionalisierung | ERP (kW) | Antennendiagramm rund (ND)/gerichtet (D) | Polarisation horizontal (H)/vertikal (V) |
| -------------- | --------------- | ----------------- | --------------------- | ---------------- | -------- | ---------------------------------------- | ---------------------------------------- |
| 98,2           | Eins Live       | _1LIVE__          | D391                  | –                | 0,5      | D (0–40°, 280–320°)                      | H                                        |
| 91,8           | WDR 2           | WDR_2_BI WDR_2___ | D592 (regional), D392 | Bielefeld        | 0,5      | D (0–40°, 280–320°)                      | H                                        |
| 94,3           | WDR 3           | WDR_3___          | D393                  | –                | 0,5      | D (0–40°, 280–320°)                      | H                                        |
| 104,5          | WDR 4           | WDR_4___          | D394                  | Bielefeld        | 0,5      | D (0–40°, 280–320°)                      | H                                        |
| 88,4           | WDR 5           | WDR_5___          | D395                  | –                | 0,5      | D (0–40°, 280–320°)                      | H                                        |
| 106,6          | Deutschlandfunk | __DLF___          | D210                  | –                | 0,2      | D (280–320°)                             | H                                        |